# Марта Сирко
Марта Сирко (нар. 1995, м. Львів) — українська фотохудожниця.

## Життєпис
Марта Сирко народилася 1995 року в місті Львові.
Навчалася у Львівській національній академії мистецтв. Фотографією зацікавилася в 15 років. Співпрацювала з галереєю в Амстердамі, Національним театром опери та балету Нідерландів.

## Творчість
У доробку Марти портрети та проєкти. Учасниця виставок в містах Парижі, Лондоні, Арлі, Лінці, Венеції, Києві та Львові. 2019 року авторську серію «Light Dance» показала в Парижі в рамках виставки «ImageNation Paris».
Проєкти:
- «Naides»[6];
- «#КолиСонцеВсередині» (2020)[1];
- «Підводний танець» (2021)[9];
- «Скульптурний» (2022)[1][3][4][10];
- «Обгортання — мистецтво порятунку» (2024)[2][11].

Роботи опубліковані в Business Insider, The Irish Times, Parool, The Guardian та інших.

## Нагороди
- I місце міжнародного конкурсу International Photo Awards[16];
- II місце міжнародного конкурсу International Photo Awards[17];
- лавреат Emerging Talent Award 2024[2];